# インスリン グラルギン
インスリン グラルギン（Insulin glargine）は、長時間作用型インスリンの一つで、1型および2型糖尿病の管理に使用されている。1日1回、皮下注射で使用する。一般に、使用後1時間以内に効果が現れる。
一般的な副作用は、低血糖、注射部位の問題、痒み、体重増加である。また、重大な副作用として、血中カリウムの低下がある。妊娠中は、一般的にグラルギンよりもNPHインスリンが好まれる。注射後、微結晶が約24時間、ゆっくりとインスリンを放出する。このインスリンは、体の組織が血液からグルコースを吸収するようにし、肝臓によるグルコース生産を減少させる。
インスリン グラルギンは、2000年に米国で医療用として承認された。日本では2003年10月に承認された。世界保健機関（WHO）の必須医薬品リストに掲載されている。

## 効能・効果
インスリン療法が適応となる糖尿病
インスリン グラルギンを含む長時間作用型インスリンは、中性プロタミンハーゲドン（NPH）インスリンより優れているとは言えないがコストが高く、2型糖尿病の治療にはコスト効率が悪いとされている。低血糖に差があるか否かは投与量の問題から不明であり、また、長期的な転帰に関しても差があると判断するには充分なデータはない。一方、欧州の研究ではインスリン デグルデクがグラルギンより優れたコスト効率を持つことが示された。

### 他のインスリンとの混用
他の持効型インスリンと異なり、グラルギンは他のインスリンや溶液と同じシリンジで希釈または混合してはならない。しかし、この制限には疑問が呈されている。

## 禁忌
以下の患者には禁忌である。
- 低血糖症状を呈している患者
- 製剤成分や他のグラルギン製剤に対し過敏症の既往歴のある患者

## 副作用
重大な副作用として、低血糖、ショック、アナフィラキシー、血中カリウムの低下などがある。
その他の一般的な副作用は、注射部位の問題、痒み、体重増加などである。
グラルギンと癌との関連が懸念されていたが、2012年時点では関連はないとする暫定的なエビデンスが得られている。

## 作用機序
中性の皮下空間ではグラルギンは高次凝集体を形成し、その結果、グラルギンはゆっくりと持続的に溶解し、少なくとも24時間は大きく濃度変化することなく注射部位から吸収される。
2015年に承認された3倍濃縮製剤では、より平坦な血中濃度曲線が36時間以上持続するとされている。

## 薬物動態
グラルギンは、完全に溶解した状態で酸性のpH4で製剤化されている。酸性の溶液を皮下注射した後（不快感やチクチクする感覚が生じることがある）、溶液が中和されて生理的なpH（約7.4）に達するとグラルギンが析出し、グラルギンヘキサマーの高次凝集体が形成される。この高次凝集体は、グラルギンの機能的、生理的活性単位であるグラルギンモノマーへの解離を遅らせる。この緩やかなプロセスにより、少量のグラルギンが継続的に体内へ放出され、ほとんどピークのない血中動態が得られる。

## 化学的特徴
インスリン グラルギンでは、ヒトインスリンのA鎖21位のアスパラギンをグリシンに置き換えられ、B鎖のカルボキシ末端が2個のアルギニン残基で延長されている。アルギニン残基によって等電点がpH5.4から6.7にシフトし、酸性pHではより溶解しやすく、生理的pHではより溶解しにくくなる。この等電点シフトにより濁りのない透明な溶液を皮下注射することができる。グリシン置換により、酸性pHで酸に敏感なアスパラギンの脱アミド化が防がれる。

## 承認
2000年6月9日、欧州委員会は、サノフィ・アベンティス社（ドイツ）がグラルギンを欧州連合全域で発売することを正式に承認した。この承認は2005年6月9日に延長された。日本では2003年10月に承認された。
2015年にFDAの承認を得て、3倍濃縮製剤が発売された。日本でも2015年7月に3倍濃縮製剤が承認された。

## 参考資料
1. ↑  “Insulin glargine Use During Pregnancy”. Drugs.com (2020年4月6日). 2020年9月4日閲覧。
2. ↑  “Lantus 100 units/ml solution for injection in a cartridge - Summary of Product Characteristics (SmPC)”. (emc). 2020年5月7日閲覧。
3. ↑  “Lantus- insulin glargine injection, solution Lantus SoloStar- insulin glargine injection, solution”. DailyMed. 2021年7月29日閲覧。
4. ↑  “Lantus EPAR”. European Medicines Agency (EMA). 2021年7月28日閲覧。
5. ↑  “Toujeo EPAR”. European Medicines Agency (EMA). 2021年7月28日閲覧。
6. 1 2 3 4 5 6 7 8 9 10 11  “Insulin Glargine Monograph for Professionals”. Drugs.com.   AHFS. 2018年12月23日閲覧。
7. ↑   British national formulary: BNF 76 (76th ed.). Pharmaceutical Press. (2018). p. 701. ISBN 9780857113382
8. ↑  “Insulin Glargine Monograph for Professionals”. Drugs.com.   AHFS. 2018年12月23日閲覧。
9. 1 2  “ランタスXR注ソロスター CTD 第二部”.   PMDA. 2022年1月19日閲覧。
10. ↑   World Health Organization model list of essential medicines: 22nd list (2021). Geneva: World Health Organization. (2021). hdl:10665/345533. WHO/MHP/HPS/EML/2021.02
11. 1 2 3 4  “ランタス注100単位／mL 添付文書”. www.info.pmda.go.jp. 2022年1月19日閲覧。
12. 1 2 3 4  “ランタスXR注ソロスター 添付文書”. www.info.pmda.go.jp. 2022年1月19日閲覧。
13. ↑  Waugh, N; Cummins, E; Royle, P; Clar, C; Marien, M; Richter, B; Philip, S (July 2010). “Newer agents for blood glucose control in type 2 diabetes: systematic review and economic evaluation”. Health Technology Assessment 14 (36):  1–248. doi:10.3310/hta14360. PMID 20646668.
14. ↑  “Efficacy and safety of insulin analogues for the management of diabetes mellitus: a meta-analysis”. CMAJ 180 (4):  385–97. (February 2009). doi:10.1503/cmaj.081041. PMC 2638025. PMID 19221352.
15. ↑  “Cost-Effectiveness of Insulin Degludec Versus Insulin Glargine U300 in the Netherlands: Evidence From a Randomised Controlled Trial”. Advances in Therapy 37 (5):  2413-2426. (April 2020). doi:10.1007/s12325-020-01332-y. PMC 7467476. PMID 32306247.
16. ↑  American Diabetes Association (2003). “Position statement: Insulin administration”. Diabetes Care 26 (Suppl. 1):  121–124. doi:10.2337/diacare.26.2007.S121. PMID 12502637.
17. ↑  Kaplan, W. (2004). “Effects of Mixing Glargine and Short-Acting Insulin Analogs on Glucose Control”. Diabetes Care 27 (11):  2739–2740. doi:10.2337/diacare.27.11.2739. PMID 15505016.
18. ↑  Rendell, M; Akturk, HK; Tella, SH (March 2013). “Glargine safety, diabetes and cancer.”. Expert Opinion on Drug Safety 12 (2):  247–63. doi:10.1517/14740338.2013.770469. PMID 23394441.
19. ↑  Tang, X; Yang, L; He, Z; Liu, J (2012). “Insulin glargine and cancer risk in patients with diabetes: a meta-analysis.”. PLOS ONE 7 (12):  e51814. Bibcode: 2012PLoSO...751814T. doi:10.1371/journal.pone.0051814. PMC 3526637. PMID 23284776.
20. ↑  Bolli, G. (1999). “Insulin analogues and their potential in the management of diabetes mellitus.”. Diabetologia 42 (10):  1151–1167. doi:10.1007/s001250051286. PMID 10525654.
21. ↑  “Lantus EPAR”. European Medicines Agency (EMA). 2020年5月7日閲覧。
22. ↑  EPAR Lantus Archived 22 November 2006 at the Wayback Machine., German summary of admission report of EMEA (PDF)
23. ↑  "Sanofi Receives FDA Approval of Once-Daily Basal Insulin Toujeo" (Press release). Sanofi. 25 February 2015. 2015年2月27日時点のオリジナルよりアーカイブ。
24. ↑  “Toujeo: FDA-Approved Drugs”. U.S. Food and Drug Administration (FDA). 2020年5月7日閲覧。
25. ↑  “次世代の基礎インスリン「ランタスXR注ソロスター」承認取得 低血糖発現と体重増加が低下｜ニュース｜糖尿病ネットワーク”. ニュース｜糖尿病ネットワーク. 2022年1月19日閲覧。